# Rip de radio
 (mars 2014).
Le contenu est difficilement compréhensible vu les erreurs de traduction, qui sont peut-être dues à l'utilisation d'un logiciel de traduction automatique.
Le terme informatique « rip » (du verbe « ripper », signifiant extraction de médias numériques), utilisé pour la vidéo, est également applicable à la radio. Les nouveaux logiciels, les techniques et les Cloud Services permettent d'extraire les chansons à la radio et les sauvegarder comme une piste audio séparée. Les nouvelles technologies permettent de ripper la musique provenant de radio Internet, de satellite radio et de radio FM.

## Radio Internet
Les formats populaires de la radio Internet sont AAC, AAC+ et MP3. Les stations de radio AM et FM en ligne utilisent le format AAC, qui est le plus efficace, tandis que les stations de radio Internet utilisent le plus souvent le format MP3. Des bases de données (ou annuaires) répertorient un grand nombre de radios en ligne (par ex. Shoutcast), et présentent presque tous les genres musicaux.
Des ervices de stockage en ligne (Cloud Services), comme DAR.fm permettent d'enregistrer en ligne en utilisant tous les formats cités. Cette large collection de musique est un des avantages principaux pour enregistrer les chansons de radio Internet, en comparaison avec la radio par satellite ou FM, de plus les Cloud Services ne nécessitent pas un récepteur audio séparé. La mauvaise qualité des fichiers enregistrés en mp3 est un de ses inconvénients.
Pour démarrer un processus d'enregistrement, un logiciel se connecte à la piste audio. La piste est bufférisée entre 15 et 30 secondes en avance (pour éviter des coupures de l'enregistrement en cas de perte momentanée de connexion). Certains logiciels,,,, pour ripper les radio Internet, utilisent une base de données particulière, qui est diffusée avec le contenu de la chanson en cours.
Ces programmes peuvent déterminer le début et la fin d'une chanson (en préservant la bonne qualité de piste mp3), et identifier correctement ladite chanson. Cette base de donnés est disponible seulement pour une série des stations radio Internet.

## Satellite radio
TimeTrax a développé un logiciel pour enregistrer la radio sur XM Satellite radio. Il enregistre les chansons individuellement au format MP3, après avoir identifié le titre et l'artiste. TimeTrax est une solution matérielle. Au niveau logiciel, le logiciel TineTrax peut être installé sur un PC récepteur satellite compatible, et une boîte adaptateur est nécessaire pour permettre certains récepteurs avec un PC.
XM PCR était le premier appareil à ripper la piste audio de XM radio. Ce dispositif est assez simple : XM (un récepteur et encodeur matériel) sont reliés dans la boîte à un connecteur USB et un connecteur audio. PCR se connecte au PC par un port USB et un jack d'entrée ligne.

## Radio FM
Il existe trois solutions pour ripper les chansons de radio FM.

### Système de radiodiffusion des données
Certain récepteurs peuvent recevoir le flux de données comme le système de radiodiffusion des données ou RDS. Ce système permet de voir l'information de titre et d'artiste affichée sur un écran de récepteur FM compatible. Le récepteur compatible connecté à l'ordinateur peut marquer les pistes audio conservées avec les données. Un seul désavantage de ce système est que le titre peut être changé devant ou après le changement de chanson et en conséquences le processus d'enregistrement perd une partie de commencement ou fin de la chanson.
En avenir RDS contiendra la nouvelle option nommée RT+ ou Radio Text Plus. Aussi bien que le champ de texte pour Artist, Album et Titre de piste seront disponibles RT+ contiendra aussi 'item running' et 'item toggle' bits pour marquer les transitions de piste et DJ/interruptions commerciales en nommant les fichiers et marquant ID3.

### Séparation musique de non musique
La compagnie suédoise PopCatcher a patenté la technologie permettant de distinguer la musique, la discussion et la publicité. C'est un processus d'auto-apprentissage qui premièrement identifie les habitudes de diffusion d'une station radio précise. PopCatcher a été créé pour exclure automatiquement la publicité et discours DJ de l'enregistrement. Comme un résultat vous avez un fichier audio de bonne qualité. Ce processus est complètement indépendant d'Internet. Malheureusement il ne reconnaît pas les titres et les artistes des chansons enregistrées.

### Marquage manuel
Certains enregistreurs permettent de placer les repères dans le fichier pour partager ce fichier en pistes séparées. Ce processus peut être très long et fastidieux. Cette méthode donne un seul avantage, c'est l'assurance que la chanson sera enregistrée sans perdre le début et la fin de piste écoutée.